# Плещицкий сельсовет
Плещи́цкий сельсове́т (белор. Плешчыцкі сельсавет) — административная единица в Пинском районе Брестской области Беларуси. Административный центр — агрогородок Плещицы.

## История
Образован 12 октября 1940 года в составе Пинского района Пинской области БССР, центр - деревня Плещицы. С июня 1941 по июль 1944 года территория была оккупирована фашистскими войсками. С 8 января 1954 года в составе Брестской области. 9 июня 1959 года к сельсовету присоединена территория упраздненного Велятицкого сельсовета, в состав Вульковского сельсовета переданы 3 населенных пункта (деревни Красово, Сачковичи и Стытычево). 18 октября 1960 года к сельсовету присоединена территория упраздненного Завидчицкого сельсовета. 15 апреля 1985 года в состав сельсовета из Лопатинского сельсовета переданы деревни Лосичи и Кривое Село.
Наименования:
- с 12.10.1940 — Плещицкий сельский Совет депутатов трудящихся
- с 07.10.1977 — Плещицкий сельский Совет народных депутатов
- с 15.03.1994 — Плещицкий сельский Совет депутатов[2].

## Состав
В состав сельсовета входят следующие населённые пункты: 
- Большие Дворцы — деревня
- Велятичи — деревня
- Горново — деревня
- Завидчицы — деревня
- Иваники — деревня
- Кнубово — деревня
- Красово[бел.] — деревня
- Кривое Село — деревня
- Лосичи — деревня
- Малые Дворцы — деревня
- Малые Диковичи — деревня
- Местковичи — деревня
- Плещицы — агрогородок
- Сачковичи — деревня
- Сернички — деревня
- Стытычево — деревня